# Renato Fondi
(Renato Fondi)
Renato Fondi (Pistoia, 1887 – Roma, 1929) è stato un musicologo, poeta e critico d'arte italiano.

## Biografia
Dopo gli studi in seminario intraprese una brillante carriera di dirigente di banca e ideò le riviste Athena e La Tempra, alla quale offrirono collaborazione, tra gli altri, Ildebrando Pizzetti, Giovanni Costetti, Dino Campana, Hrand Nazariantz. Contemporaneamente, scrisse su La Gazzetta del popolo, Il Giornale d'Italia, il Giornale dell'Isola  e presiedette la Società Corale “Teodulo Mabellini”.
Alla passione per la poesia e la musica affiancò quella per la saggistica. Nel 1916 scrisse un saggio su Nicolas Chamfort, in seguito Ildebrando Pizzetti e il dramma musicale italiano d'oggi e Un costruttore: Giovanni Papini. Riguardo quest'ultimo libro, Papini, che aveva fatto parlare per la sua clamorosa conversione, scrisse a Fondi che si trattava del «saggio più onesto e completo che sia stato composto sulla mia opera di scrittore».
In campo artistico, nel 1912 fondò con Giovanni Costetti la Famiglia Artistica Pistoiese e nel 1914 si aggiudicò il premio per la critica indetto dall'Accademia di Belle Arti in Firenze, grazie a una recensione sul Fanfulla della domenica. Inoltre, segnalò all'attenzione del pubblico Giovanni Michelucci, Marino Marini, Mario Nannini ed Emilio Notte. 
A Roma collaborò con Cronache d'attualità e nel 1927 scrisse la prima monografia sul musicista Alfredo Catalani, tuttora inedita. 

## Opere edite
- Musa vernacola, Verona, La Gazzetta Italiana, 1907
- Il sudario, Pistoia, O. Simonti, 1910
- Guida di Pistoia, Pistoia, O. Simonti, 1911
- Ozi vesperali, Pistoia, O. Simonti, 1912
- Chamfort, Pistoia, Casa Editrice Rinascimento, 1916
- Ildebrando Pizzetti e il dramma musicale italiano d'oggi, Roma, Biblioteca dell'Orfeo, 1919
- Fiordelmondo, Pistoia, Casa Editrice Rinascimento, 1919
- Opuscoli filosofici, a cura di Renato Fondi, Lanciano, Carabba, 1919
- Un costruttore: Giovanni Papini, Firenze, Vallecchi, 1922